# Szukcinilszulfatiazol
A szukcinilszulfatiazol bélfertőzések elleni antibiotikum. Gram-pozitív baktériumok ellen hatékony, Gram-negatívak ellen kevésbé. Georgij Francevics Gauze(ru) szovjet mikrobiológus állította elő 1946-ban.
Prodrug. Aktív metabolitja a szulfatiazol(en).
Bélműtéteknél, klinikai kísérletekben pedig folsavhiány előállítására és tanulmányozására használják.

## Működésmód
A baktériumok számára létfontosságú a tetrahidrofolsav előállítása, mert e nélkül nem tudnak szaporodni. A tetrahidrofolsavat folsavból állítják elő. A folsavat szintetizálniuk kell: nem tudják a gazdaszervezetből átvenni.
A szukcinilszulfatiazol – a többi szolfonamidhoz hasonlóan – a dihidropteroát szintetáz(en) (EC 2.5.1.15) enzim kompetitív gátlója. Ez az enzim szükséges a folsav előállításához.
A szukcinilszulfatiazol a dihidrofolát reduktáz(en) (EC 1.5.1.3) enzimet is gátolja, mely a tetrahidrofolsavat állítja elő folsavból.

## Készítmények
A nemzetközi gyógyszerkereskedelemben:
- Colistatin
- Cremosuxidine
- Kaoxidin
- Kaoxidine
- Rolsul
- Sulfadigesin
- Sulfenterone
- Tharap Cat Antimicrobial
- Thiacyl

Magyarországon nincs forgalomban.